# Chiasmoneura stylata
Chiasmoneura stylata är en tvåvingeart som beskrevs av Loïc Matile 1979. Chiasmoneura stylata ingår i släktet Chiasmoneura och familjen platthornsmyggor. Inga underarter finns listade i Catalogue of Life.